# Dniprowokamjanka
Dniprowokamjanka (ukr. Дніпровокам'янка) – wieś na Ukrainie, w obwodzie dniepropetrowskim, w rejonie kamieńskim, w hromadzie Wierchniednieprowsk. W 2001 liczyła 589 mieszkańców, wśród których 558 wskazało jako ojczysty język ukraiński, 27 rosyjski, 1 białoruski, a 3 ormiański.